# Vàng(III) hydroxide
Vàng(III) hydroxide (hay vàng trihydroxide, auric hydroxide) là một hợp chất vô cơ có công thức hóa học Au(OH)3. Ngoài ra, với cùng công thức thu gọn, hợp chất này còn được gọi là axit auric (H3AuO3). Vàng(III) hydroxide dễ dàng tách nước ở nhiệt độ trên 140 ℃, tạo ra vàng(III) oxit. Muối của axit auric được gọi là aurat.
Vàng(III) hydroxide được sử dụng trong y học, làm đồ sứ, mạ vàng, và phương pháp chụp hình đage. Hợp chất lắng đọng trên các chất mang các tính chất thích hợp có thể được sử dụng để điều chế các chất xúc tác vàng.
Vàng(III) hydroxide là sản phẩm của sự ăn mòn điện hóa của quá trình mạ vàng. Vàng(III) hydroxide loãng được tạo ra từ quá trình mạ này, lớp mạ dày lên sẽ có thể bị vỡ vụn, và các hạt dẫn điện có thể gây ra đoản mạch hoặc các đường dẫn điện rò rỉ. Độ dày giảm của lớp vàng có thể dẫn đến sự gia tăng điện trở của nó, gây nên sự cố điện.